# Demócrata Cristianos (Finlandia)
Los Demócrata Cristianos (finés: Suomen kristillisdemokraatit), anteriormente Unión Cristiana, es un partido político democristiano finlandés, fundado en 1958. Su presidenta actual es Sari Essayah. El partido tiene 5 escaños en el parlamento.

## Líderes del partido
- Olavi Päivänsalo (1958-1964)
- Ahti Tele (1964-1967)
- Eino Sares (1967-1970)
- Olavi Majlander (1970-1973)
- Raino Westerholm (1973-1982)
- Esko Almgren (1982-1989)
- Toimi Kankaanniemi (1989-1995)
- Bjarne Kallis (1995-2004)
- Päivi Räsänen (2004-2015)
- Sari Essayah (2015-)

## Resultados electorales

### Elecciones parlamentarias
| Elección | Votos        | Votos | Escaños | Escaños     | Resultado             |
| Elección | N°           | %     | N°      | +/-         | Resultado             |
| -------- | ------------ | ----- | ------- | ----------- | --------------------- |
| 1958     | 3.358 (#11)  | 0,17% | 0/200   |             | Extraparlamentario    |
| 1966     | 10.646 (#9)  | 0,45% | 0/200   |             | Extraparlamentario    |
| 1970     | 28.547 (#9)  | 1,13% | 1/200   | 1           | Oposición             |
| 1972     | 65.228 (#8)  | 2,53% | 4/200   | 3           | Oposición             |
| 1975     | 90.599 (#8)  | 3,60% | 9/200   | 5           | Oposición             |
| 1979     | 138.244 (#5) | 4,78% | 9/200   | Sin cambios | Oposición             |
| 1983     | 90.410 (#7)  | 3,03% | 3/200   | 6           | Oposición             |
| 1987     | 74.209 (#9)  | 2,60% | 5/200   | 2           | Oposición             |
| 1991     | 83.151 (#8)  | 3,10% | 8/200   | 3           | Gobierno de coalición |
| 1995     | 82.311 (#7)  | 3,00% | 7/200   | 1           | Oposición             |
| 1999     | 111.835 (#7) | 4,20% | 10/200  | 3           | Oposición             |
| 2003     | 137.330 (#6) | 5,34% | 7/200   | 3           | Oposición             |
| 2007     | 134.790 (#6) | 4,86% | 7/200   | Sin cambios | Oposición             |
| 2011     | 118.453 (#8) | 4,00% | 6/200   | 1           | Gobierno de coalición |
| 2015     | 105.134 (#8) | 3,50% | 5/200   | 1           | Oposición             |
| 2019     | 120.039 (#8) | 3,90% | 5/200   | Sin cambios | Oposición             |
| 2023     | 131.368 (#8) | 4.25% | 5/200   | Sin cambios | Gobierno de coalición |

### Elecciones municipales
| Año  | Concejales | Votos   | Votos  |
| ---- | ---------- | ------- | ------ |
| 1968 | 3          |         |        |
| 1972 | 134        | 49 877  | 1,99 % |
| 1976 | 322        | 85 792  | 3,20 % |
| 1980 | 333        | 100 800 | 3,68 % |
| 1984 | 257        | 80 455  | 2,98 % |
| 1988 | 273        | 71 614  | 2,72 % |
| 1992 | 353        | 84 481  | 3,17 % |
| 1996 | 353        | 75 494  | 3,18 % |
| 2000 | 443        | 95 009  | 4,27 % |
| 2004 | 392        | 94 666  | 3,96 % |
| 2008 | 351        | 106 639 | 4,18 % |
| 2012 | 299        | 93 048  | 3,7 %  |
| 2017 | 316        | 105 551 | 4,1 %  |
| 2021 | 311        | 88 259  | 3,6 %  |

### Elecciones al Parlamento Europeo
| Año  | Escaños | Votos  | Votos  |
| ---- | ------- | ------ | ------ |
| 1996 | 0       | 63 279 | 2,81 % |
| 1999 | 1       | 29 637 | 2,39 % |
| 2004 | 0       | 70 845 | 4,28 % |
| 2009 | 1       | 69 458 | 4,17 % |
| 2014 | 0       | 90 586 | 5,24 % |
| 2019 | 0       | 89 204 | 4,87 % |

### Elecciones presidenciales
| Colegio electoral | Colegio electoral | Colegio electoral | Colegio electoral | Colegio electoral |
| Año               | Candidato         | Electores         | Votos             | Votos             |
| ----------------- | ----------------- | ----------------- | ----------------- | ----------------- |
| 1978              | Raino Westerholm  | 24                | 215 244           | 8,8 %             |
| 1982              | Raino Westerholm  | 0                 | 59 885            | 1,9 %             |

| Voto directo | Voto directo       | Voto directo | Voto directo |
| Año          | Candidato          | Votos        | Votos        |
| ------------ | ------------------ | ------------ | ------------ |
| 1994         | Toimi Kankaanniemi | 1v 31 453    | 1v 1,0 %     |
| 2006         | Bjarne Kallis      | 1v 61 483    | 1v 2,04 %    |
| 2012         | Sari Essayah       | 1v 75 744    | 1v 2,47 %    |